# ジャンポケロード
『ジャンポケロード』（ジャンポケロード）は、群馬テレビ制作のバラエティ番組。2021年4月から2022年3月まで毎週金曜日19:30 - 20:00に放送していた。 ジャングルポケットが司会を務める。ステレオ放送、ハイビジョン制作されている。（JST）

## 概要
群馬でジャングルポケットの初冠番組であり、群馬テレビ自社制作のバラエティ番組である。ゲストとさまざまなチャレンジや群馬県のあらゆるものを紹介するロケを行う番組。

### 動画配信
YouTubeや在京民放キー局5社が共同運営しているTVerでも配信されている。なお、TVerでの配信について、該当番組は日本テレビが運営している無料動画配信サービス「日テレ無料TADA!」に供給されており、TVerでは更にその供給を受ける形で配信されている。この経緯から、TVerでは日本テレビ系列の番組として扱われている。